# Chacornac (månkrater)
För andra betydelser, se Chacornac.
Chacornac är en nedslagskrater på månen. Chacornac har fått sitt namn efter den franske astronomen Jean Chacornac.

## Satellitkratrar
| Chacornac | Latitud | Longitud | Diameter |
| --------- | ------- | -------- | -------- |
| A         | 29.8° N | 31.5° Ö  | 5 km     |
| B         | 29.8° N | 31.9° Ö  | 6 km     |
| C         | 30.8° N | 32.6° Ö  | 4 km     |
| D         | 30.6° N | 33.6° Ö  | 26 km    |
| E         | 29.4° N | 33.7° Ö  | 22 km    |
| F         | 29.2° N | 32.9° Ö  | 26 km    |